# Campeonato Amazonense de Futebol de 2011 - Segunda Divisão
O Campeonato Amazonense de Futebol de 2011 - Segunda Divisão foi realizado com a participação de cinco equipes (uma de Manaus, e as outras equipes oriundas de Coari, Rio Preto da Eva, Iranduba e Manicoré)

## Regulamento
O Campeonato será disputado em três fases distintas denominadas de: Primeira Fase (Taça FAF), Segunda Fase (Taça TJD/FAF) e Fase Final.

Na Primeira Fase (Taça FAF), as entidades de prática desportiva participantes jogarão entre si, no sistema de rodízio simples (um contra todos),
ordenadas em razão da classificação do Campeonato Amazonense de Futebol Profissional Série ‘B’ de 2009, para que seja conhecido o campeão da Fase, que estará classificado para disputar a
Fase Final contra o campeão da Segunda Fase.
Na Segunda Fase (Taça TJD/FAF), as entidades de prática desportiva participantes jogarão entre si, no sistema de rodízio simples (um contra todos),
com a mesma ordenação da Primeira Fase, para que seja conhecido o campeão da Fase, que estará classificado para disputar a Fase Final contra o campeão da Primeira Fase.
A Fase Final será realizada através de um “Play Off” de 02 (dois) jogos, pela entidade de prática desportiva participante campeã da Primeira Fase (Taça FAF) e
pela campeã da Segunda Fase (Taça TJD/FAF).
No caso de uma só entidade de prática desportiva participante conquistar o título de campeã em ambas as fases (Taça FAF e Taça TJD/FAF),
será declarada campeã do Campeonato, sem necessidade de ser realizada a Fase Final.

### Critérios de Desempate
Para o desempate entre duas ou mais equipes seguiu-se a ordem definida abaixo:
- 1º - Número de vitórias.
- 2º - Saldo de gols.
- 3º - Gols feitos.
- 4º - Confronto direto.
- 5º - Sorteio.

## Participantes em 2011
| Equipe    | Cidade           | Em 2010        | Estádio                                                  | Capacidade | Títulos  |
| Coariense | Coari            | 3º             | Estádio Brasil de Melo                                   | 8 000      | Nenhum   |
| Holanda   | Rio Preto da Eva | Não participou | Estádio Francisco Garcia (Chicão)                        | 4 000      | 1 (2007) |
| Iranduba  | Iranduba         | Estreante      | Estádio Olímpico Municipal Gilberto Mestrinho(Gilbertão) | 15 000     | Nenhum   |
| CDC       | Manicoré         | 9º (1ªD)       | Estádio Flávia Brant de Oliveira(Bacurauzão)             | 3 500      | Nenhum   |
| Tarumã    | Manaus           | 4º             | Estádio Floro de Mendonça                                | 6 500      | Nenhum   |

## Primeiro Turno
1ª Rodada
- 20-08-2011 - Iranduba 1x2 CDC Manicoré
- 20-08-2011 - Coariense 1x2 Holanda

2ª Rodada
- 24-08-2011 - Holanda 3x1 CDC Manicoré
- 27-08-2011 - Coariense 0x0 Tarumã

3ª Rodada
- 02-09-2011 - Holanda 1x0 Tarumã
- 03-09-2011 - Iranduba 1x1 Coariense

4ª Rodada
- 10-09-2011 - CDC Manicoré 2x1 Tarumã
- 10-09-2011 - Holanda 2x5 Iranduba

5ª Rodada
- 17-09-2011 - Tarumã 0x1 Iranduba
- 17-09-2011 - CDC Manicoré 3x0 Coariense

## Segundo Turno
1ª Rodada
- 24-09-2011 - Coariense 6x0 CDC Manicoré
- 24-09-2011 - Iranduba 4x0 Tarumã

2ª Rodada
- 28-09-2011 - Iranduba 3x1 Holanda
- 28-09-2011 - Tarumã 2x3 CDC Manicoré

3ª Rodada
- 01-10-2011 - Tarumã 2x6 Holanda
- 01-10-2011 - Coariense 1x2 Holanda

4ª Rodada
- 08-10-2011 - CDC Manicoré 0x5 Holanda
- 08-10-2011 - Tarumã 0x5 Coariense

5ª Rodada
- 15-10-2011 - CDC Manicoré 2x1 Iranduba
- 15-10-2011 - Holanda 1x3 Coariense

## Final
| 22 de outubro | Grêmio Coariense | 1 – 0 | CDC Manicoré | Estádio Francisco Garcia, Rio Preto da Eva |
| 15:30 (UTC-4) | Almir 43'        |       |              |                                            |

| 29 de dezembro | CDC Manicoré | 0 – 3 | Grêmio Coariense                           | Bacurauzão, Manicoré |
| 15:30 (UTC-4)  |              |       | 7' Robson · 10' Franco · 87' Felipe Goiano |                      |

## Premiação
| Campeonato Amazonense de Futebol Segunda Divisão 2011 |
| ----------------------------------------------------- |
| Coari                                                 |
| Grêmio Atlético Coariense Campeão (1° Título)         |

O Coariense foi, após o termino da competição, punido pelo TJD-AM por irregularidades com exclusão, ou seja: perda total dos pontos mais multa. O clube teria atuado em todas as suas partidas com um jogador que atuava com documentos falsos. Ao final, o título de campeão foi revogado e repassado ao CDC Manicoré, e a segunda vaga de acesso ao Iranduba.